# 懲役絵図師
『懲役絵図師』（ちょうえきえずし　副題：パイナップル・シューター）は、安部譲二の長編小説。『小説宝石』昭和62年12月号から昭和63年8月号にかけて掲載され、1988年9月に光文社から刊行された。

## 概要
人に裏切られて落ちぶれる羽目になった、笹田昇介と大滝一郎の過激な報復を描いた悪漢小説。

## 登場人物
笹田昇介（ささだ　しょうすけ）
主人公。昭和17年生まれの45歳。元龍侠会山下組内笹田組組長。身長170センチで細身。頬に刀傷。左手小指欠損。極端なものぐさ男。
幼い頃から施設を転々とし、15歳のときに盃を貰ってヤクザになると頭角を現し35歳で都心を縄張りとする山下組の最高幹部にまでのし上がる。少年の頃に殴られて左の鼓膜を破っているので、普段から声が大きい。
大滝一郎（おおたき　いちろう）
もう一人の主人公。28歳。
高校を卒業した年に神戸ブッチャーズからドラフト1位に指名されて入団。その年に新人賞を獲る。強肩の持ち主。覚醒剤事件で2年6ヶ月の刑を受け、府中刑務所で笹田と知り合う。
木戸（きど）
警部補。50歳。警視庁丸暴のエース。
高校を卒業後、巡査になり交番勤務から叩き上げて本署の警部補になる。上司である東大卒でキャリアの課長に反発し、独自に捜査を進める。